# هيرفي فاي
هيرفي فاي (بالفرنسية: Hervé Faye)‏ (و. 1814 – 1902 م) هو عالم فلك من فرنسا . وكان عضواً في الأكاديمية الفرنسية للعلوم، والأكاديمية الأمريكية للفنون والعلوم .
توفي في باريس، عن عمر يناهز 88 عاماً.

## التعليم
تعلم في المدرسة المتعددة التكنولوجية بفرنسا

## جوائز
حصل على جوائز منها:
- Lalande Prize [الإنجليزية]‏ (1843).